# Apateticus anatarius
Apateticus anatarius är en insektsart som beskrevs av Van Duzee 1935. Apateticus anatarius ingår i släktet Apateticus och familjen bärfisar. Inga underarter finns listade i Catalogue of Life.